# Я, снова я и Ирэн
«Я, снова я и Ирэн» (англ. Me, Myself & Irene) — американская кинокомедия режиссёров Питера и Бобби Фарелли. Главные роли исполнили Джим Керри и Рене Зеллвегер. Этот фильм положил начало сотрудничеству Керри с компанией 20th Century Fox.

## Сюжет
Чарли Бейлигейтс (Джим Керри) — сотрудник полиции Род-Айленда. Его жена родила ему тройню мальчиков-мулатов и сбежала потом с их отцом-лилипутом. С тех пор прошло 18 лет, Чарли воспитывает детей и полностью отдаёт себя работе. По натуре он бесконфликтный и покладистый человек, которым все помыкают. Однажды психика даёт сбой, и внутри него появляется новая личность, называющая себя Хэнк, — полная противоположность Чарли: наглый и аморальный тип. Чарли не может контролировать раздвоение личности, и начальство временно освобождает его от работы.
Чарли не хочет отлынивать и берётся за несложное поручение доставить нарушительницу ПДД Ирэн Уотерс (Рене Зеллвегер) в Массену (штат Нью-Йорк). Путешествие в другой штат превращается в опасное для жизни предприятие — Ирэн присматривала за полем для гольфа криминального авторитета Дики Термана и стала его возлюбленной, теперь же Дики подозревает, что она может наговорить лишнего полиции, и начинает охоту. Агента ФБР, который хотел допросить Ирэн, убил подосланный киллер, но Ирэн и Чарли чудом спасаются.
На месте преступления нашли лекарство Чарли, и парочку начинают преследовать правоохранительные органы и, в том числе, коррумпированный лейтенант полиции Герк. Ирэн и Чарли скрываются по дорогам и мотелям. Постепенно они сближаются, хотя Ирэн пугает Хэнк, и её тянет к мягкому Чарли. В конце концов Дики настигает беглецов в поезде, и ему удаётся взять в заложники Ирэн. Чарли хочет прийти на помощь, но его психика под угрозой. В борьбе двух сторон личности Чарли в конце концов берёт верх над Хэнком. Убивает Дики крупным дротиком странноватый знакомый — альбинос по прозвищу Беляк. На выручку своему отцу приходят его сыновья, прилетевшие на вертолёте. Всё заканчивается счастливо, и Чарли возвращается к своей работе.

## В ролях
| Актёр           | Роль                              |
| --------------- | --------------------------------- |
| Джим Керри      | Чарли Бейлигейтс / Хэнк Эванс     |
| Рене Зеллвегер  | Ирэн Уотерс                       |
| Крис Купер      | лейтенант Герк                    |
| Ричард Дженкинс | агент Бошейн                      |
| Роберт Форстер  | полковник Партингтон              |
| Энтони Андерсон | Джамаль Бейлигейтс                |
| Монго Браунли   | Ли Харви Бейлигейтс               |
| Трейлор Ховард  | Лайла Бейлигейтс                  |
| Джерод Миксон   | Шонте-младший Бейлигейтс          |
| Майкл Боуман    | Беляк                             |
| Дэниел Грин     | Дики Терман                       |
| Тони Кокс       | Шонте Джексон (водитель лимузина) |
| Анна Курникова  | менеджер мотеля                   |
| Шэннон Уирри    | кормящая грудью ребёнка           |